# 樊崧甫
樊崧甫（1894年—1979年2月25日)，原名芝碧，字仲哲，號哲山，浙江省縉雲縣人。保定軍校六期畢業，曾任國民革命軍第四十六軍軍長:76。

## 生平
早年曾參與辛亥革命，民國肇建後進入武昌陸軍預科學校就讀。1914年5月16日授陸軍步兵上尉銜。1917年至保定軍校就讀六期。1927年10月任國民革命軍第二十六軍第一師第一團團長，1933年2月任國民革命軍第四十六軍第七十九師師長。1935年4月10日授中將銜，同年12月23日任第四十六軍軍長。1940年1月任第三十四集團軍副總司令，掛上將銜。抗戰勝利後獲頒抗戰勝利勳章。1947年1月退役。中共建政後官至上海市政協常委。1979年2月25日逝世。

## 軼事
1932年剿匪時，樊崧甫曾捕獲中共領導人毛澤東，並且沒有告知蔣中正，私自將毛澤東放了，還贈予其路費。廿多年後中共在鎮壓反革命運動中沒有殺樊崧甫，但中央軍委員還是派人到上海囑咐樊「三十年內不許提起」曾經捉放毛澤東的事。

## 著作
《龍頭將軍沈浮錄》、《青洪幫會》、〈我所知道的洪門〉收錄於沈醉的《青幫洪門》內。